# Ejercicios básicos
Los ejercicios básicos son el trío de ejercicios físicos compuestos por el peso muerto, el press de banca y las sentadillas. 

## Características
Estos 3 ejercicios son los que constituyen una competición de powerlifting. La característica común de estos ejercicios es el hecho de implicar una gran cantidad de musculatura en su ejecución; así en peso muerto se implican las piernas, espalda baja, brazos, antebrazos, trapecios...en press de banca se implican los pectorales, tríceps y hombros. Las sentadillas implican a las piernas en su totalidad y la espalda baja. Es por esta característica de los ejercicios básicos que muchos incluyen en esta definición otros ejercicios que involucran gran cantidad de masa muscular como el remo con barra, dominadas o el press militar considerándolos igualmente "básicos".

## Importancia de los ejercicios básicos
Existe una corriente bastante aceptada de que el entrenamiento con pesas que ha de tener como base los ejercicios básicos, debido a que trabajan gran cantidad de musculatura (se realiza más trabajo en menos tiempo), induciendo una señal de adaptación más fuerte al cuerpo. Otra consideración es que el cuerpo humano está diseñado para trabajar como una sola pieza, por lo que es más adecuado utilizar ejercicios que lo trabajen al conjunto.